# Siêu Nhân (nhân vật)
Siêu nhân là một siêu anh hùng xuất hiện trong các truyện tranh Mỹ do DC Comics phát hành. Nhân vật được tạo ra bởi nhà văn Jerry Siegel và họa sĩ Joe Shuster, và ra mắt trong truyện tranh Action Comics số #1 (có ngày bìa là tháng 6 năm 1938, xuất bản vào ngày 18 tháng 4 năm 1938). Superman đã được chuyển thể sang nhiều phương tiện truyền thông khác nhau, bao gồm kịch bản truyền thanh, tiểu thuyết, phim, chương trình truyền hình, sân khấu và trò chơi điện tử.
Superman được sinh ra trên hành tinh hư cấu Krypton và được đặt tên là Kal-El. Khi còn là một đứa trẻ, cha mẹ của anh đã đưa anh đến Trái đất trong một tàu vũ trụ nhỏ chỉ vài phút trước khi Krypton bị hủy diệt trong một thiên tai tự nhiên. Tàu của anh đáp xuống miền quê Mỹ, gần thị trấn hư cấu Smallville. Anh được những người nông dân Jonathan và Martha Kent tìm thấy và nhận nuôi, và được đặt tên là Clark Kent. Clark bắt đầu phát triển các khả năng siêu phàm của mình, như sức mạnh vô song và làn da cứng như thép. Cha mẹ nuôi khuyên anh sử dụng sức mạnh của mình vì lợi ích của nhân loại, và anh quyết định sử dụng sức mạnh của mình để chiến đấu với tội phạm. Để bảo vệ cuộc sống cá nhân, anh thay đổi trang phục sặc sỡ và sử dụng biệt danh "Siêu nhân" khi chiến đấu với tội phạm. Clark sống tại thành phố hư cấu Metropolis, nơi anh làm việc làm nhà báo cho Daily Planet. Các nhân vật phụ của Superman bao gồm người tình và cũng là nhà báo Lois Lane, nhiếp ảnh gia của Daily Planet Jimmy Olsen và biên tập viên trưởng Perry White, và kẻ thù của anh bao gồm Brainiac, Đại tướng Zod, Darkseid, và kẻ thù chính của anh là Lex Luthor.
Siêu nhân là khuôn mẫu của siêu anh hùng: anh mặc một bộ trang phục kỳ dị, sử dụng biệt danh, và chiến đấu chống lại ác bằng sự trợ giúp của những khả năng phi thường. Mặc dù có những nhân vật trước đó có thể phù hợp với định nghĩa này, nhưng chính Superman đã phổ biến hóa thể loại siêu anh hùng và thiết lập những quy ước của nó. Anh là siêu anh hùng bán chạy nhất trong truyện tranh Mỹ cho đến những năm 1980.

## Sáng tạo và ý tưởng
Jerry Siegel và Joe Shuster gặp nhau vào năm 1932 khi đang học tại Trường Trung học Glenville ở Cleveland và đã trở thành bạn bè nhờ sự ngưỡng mộ về truyện hư cấu. Siegel mong muốn trở thành nhà văn và Shuster mong muốn trở thành họa sĩ minh họa. Siegel viết những truyện khoa học viễn tưởng tự mình và tự xuất bản thành một tạp chí mang tên Science Fiction: The Advance Guard of Future Civilization. Người bạn của anh, Shuster thường cung cấp các hình minh họa cho công việc của anh. Vào tháng 1 năm 1933, Siegel đã xuất bản một truyện ngắn trong tạp chí của mình có tựa đề "The Reign of the Superman". Nhân vật chính là một người đàn ông vô gia cư tên là Bill Dunn, bị một nhà khoa học ác độc lừa uống một loại thuốc thử nghiệm. Loại thuốc này đã trao cho Dunn khả năng đọc suy nghĩ, kiểm soát suy nghĩ và sự sáng suốt thần giao cách cảm. Anh sử dụng những khả năng này với mục đích kiếm lợi và làm giải trí, nhưng sau đó, thuốc mất tác dụng, để lại anh trở thành một kẻ vô gia cư không có sức mạnh nữa. Shuster cung cấp các hình minh họa, miêu tả Dunn như một người đàn ông trọc.

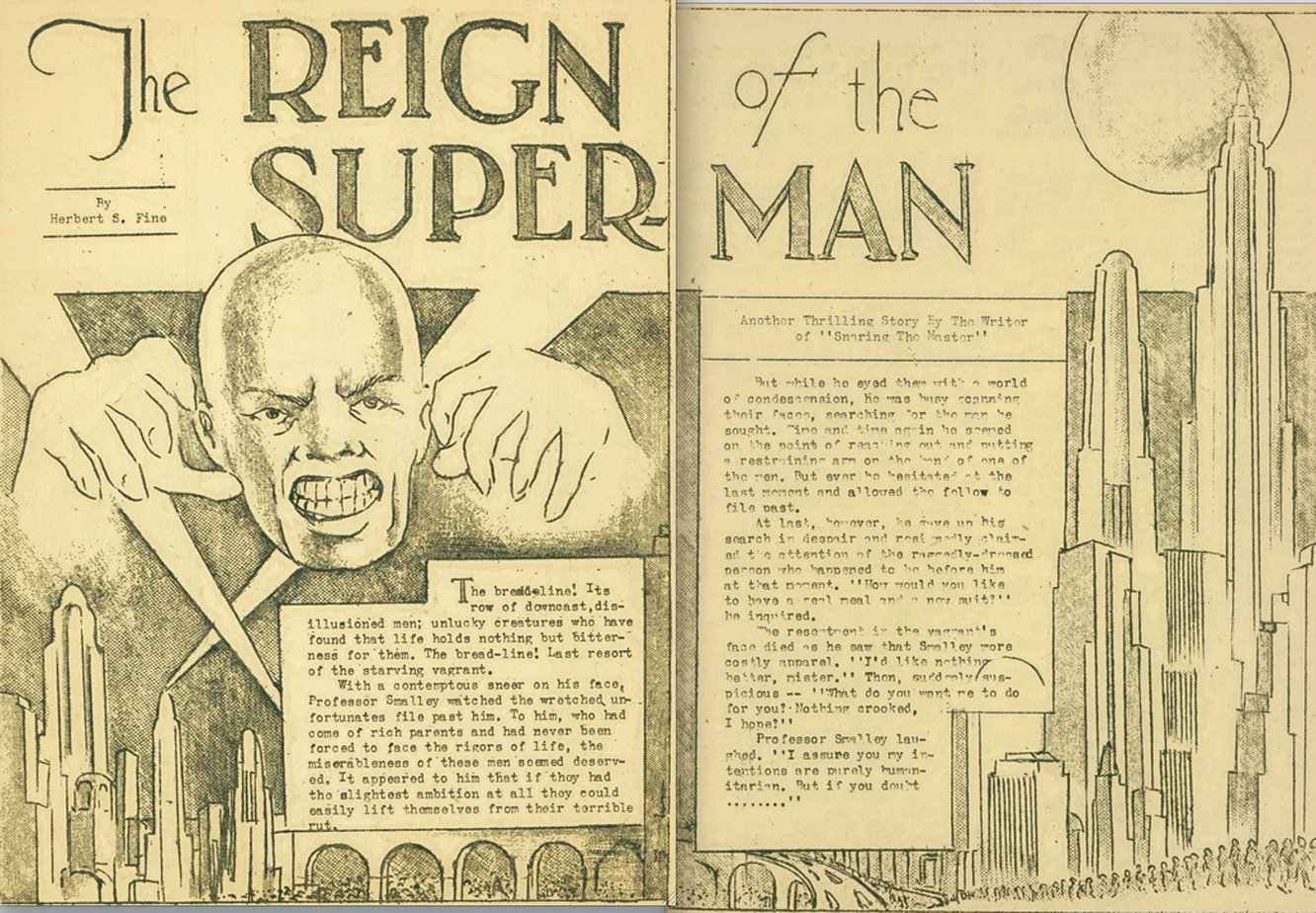
"The Reign of the Superman", một truyện ngắn của Jerry Siegel (tháng 1 năm 1933)

Siegel và Shuster chuyển sang làm truyện tranh, tập trung vào các cuộc phiêu lưu và tiểu thuyết hài. Họ muốn trở thành nhà sáng tác dải truyện tranh được phân phối, vì vậy họ đã trình bày ý tưởng của mình cho các biên tập viên báo. Tuy nhiên, các biên tập viên báo nói với họ rằng ý tưởng của họ không đủ gây sốc. Nếu muốn tạo ra một dải truyện tranh thành công, nó phải là một cái gì đó gây sốc hơn bất cứ điều gì khác trên thị trường. Điều này thúc đẩy Siegel quay lại ý tưởng về Superman như một nhân vật truyện tranh. Siegel đã chỉnh sửa các khả năng của Superman để làm cho anh ta trở nên hấp dẫn hơn: Giống như Bill Dunn, nguyên mẫu thứ hai của Superman được trao các khả năng chống lại ý muốn bởi một nhà khoa học không trung thực, nhưng thay vì có khả năng tâm linh, anh ta có sức mạnh vượt trội và da cứng như đạn. Ngoài ra, Superman mới này là một anh hùng chống tội phạm thay vì một tên ác, vì Siegel nhận thấy các dải truyện tranh có nhân vật chính anh hùng thường thành công hơn. Trong những năm sau đó, Siegel đã nhớ lại rằng Superman này đã mặc một chiếc áo choàng "giống như dơi" trong một số khung hình, nhưng thông thường anh và Shuster đã thống nhất rằng không có trang phục đặc biệt, và không có trang phục nào trong các bức hình còn tồn tại.
Siegel và Shuster đã trình diễn ý tưởng thứ hai về Superman này cho Consolidated Book Publishers, có trụ sở tại Chicago. Vào tháng 5 năm 1933, Consolidated đã xuất bản một cuốn sách trước dạng tạp chí mang tựa đề Detective Dan: Secret Operative 48. Nó chứa các câu chuyện hoàn toàn gốc thay vì tái bản của các dải truyện tranh báo chí, điều đó là một sự mới mẻ vào thời điểm đó. Siegel và Shuster đã tạo ra một cuốn sách truyện tranh trong một định dạng tương tự mang tên The Superman. Một đoàn đại biểu từ Consolidated đã đến Cleveland vào mùa hè để kinh doanh và Siegel và Shuster đã tận dụng cơ hội này để trình bày công việc của họ trực tiếp. Mặc dù Consolidated đã thể hiện sự quan tâm, nhưng sau đó họ rút lui khỏi ngành truyện tranh mà không bao giờ đề xuất một hợp đồng sách vì doanh số của Detective Dan không thành công.
Siegel tin rằng các nhà xuất bản tiếp tục từ chối họ vì anh và Shuster còn trẻ và không nổi tiếng, vì vậy anh tìm một nghệ sĩ nổi tiếng để thay thế Shuster. Khi Siegel nói với Shuster về điều này, Shuster đã đốt cháy cuốn truyện tranh Superman bị từ chối của họ, chỉ giữ lại bìa. Họ tiếp tục cộng tác trong các dự án khác, nhưng trong thời gian đó Shuster đã kết thúc với Superman.
Siegel đã viết thư cho nhiều nghệ sĩ. Phản hồi đầu tiên đến vào tháng 7 năm 1933 từ Leo O'Mealia, người vẽ dải truyện tranh Fu Manchu cho Bell Syndicate. Trong kịch bản mà Siegel gửi cho O'Mealia, câu chuyện nguồn gốc của Superman thay đổi: Anh ta là một "nhà khoa học-du hành gia" từ tương lai xa khi loài người đã tự nhiên tiến hóa "siêu năng lực". Ngay trước khi Trái đất phát nổ, anh ta thoát ra khỏi một máy thời gian đến thời đại hiện đại, sau đó anh ngay lập tức bắt đầu sử dụng siêu năng lực của mình để chống lại tội phạm. O'Mealia đã vẽ một số trang truyện và đã trình diễn chúng cho liên đoàn báo chí của ông, nhưng chúng đã bị từ chối. O'Mealia không gửi bất kỳ bản sao trang truyện nào cho Siegel, và chúng đã bị mất.
Vào tháng 6 năm 1934, Siegel tìm thấy đối tác khác: một nghệ sĩ ở Chicago tên là Russell Keaton. Keaton đã vẽ các dải truyện tranh Buck Rogers và Skyroads. Trong kịch bản mà Siegel gửi cho Keaton vào tháng 6, câu chuyện nguồn gốc của Superman tiếp tục phát triển: Trong tương lai xa, khi Trái đất sắp phát nổ do "thảm họa khổng lồ", người đàn ông cuối cùng còn sống gửi con trai ba tuổi của mình trở lại thời điểm năm 1935. Máy thời gian xuất hiện trên một con đường và được các tài xế Sam và Molly Kent tìm thấy. Họ để lại cậu bé ở một trại mồ côi, nhưng nhân viên cố gắng kiểm soát cậu bé vì anh ta có sức mạnh siêu phàm và da bọc sắt. Gia đình Kent nhận con trai và đặt tên cho anh là Clark, và dạy anh rằng anh phải sử dụng những tài năng tự nhiên phi thường của mình vì lợi ích của nhân loại. Vào tháng 11, Siegel gửi Keaton một phần mở rộng của kịch bản: một cuộc phiêu lưu trong đó Superman ngăn chặn một âm mưu bắt cóc một cầu thủ bóng đá Mỹ nổi tiếng. Kịch bản mở rộng đề cập đến việc Clark mặc một "bộ đồ" đặc biệt khi giả dạng thành Superman, nhưng không mô tả chi tiết. Keaton đã tạo ra hai tuần dải truyện dựa trên kịch bản của Siegel. Vào tháng 11, Keaton đã cho thấy các dải truyện của mình cho một hãng phân phối báo, nhưng cũng bị từ chối và anh ấy đã từ bỏ dự án.
Siegel và Shuster đã làm lành và tiếp tục phát triển Superman cùng nhau. Nhân vật trở thành một người ngoài hành tinh từ hành tinh Krypton. Shuster thiết kế trang phục quen thuộc hiện nay: quần tất với một "S" trên ngực, quần đùi phủ ngoài và áo choàng. Họ biến Clark Kent trở thành một nhà báo giả vờ nhút nhát và sáng tạo đồng nghiệp của anh là Lois Lane, người hâm mộ mạnh mẽ và mạnh mẽ Superman nhưng không nhận ra rằng anh và Kent là cùng một người.
Vào tháng 6 năm 1935, Siegel và Shuster cuối cùng đã tìm được công việc tại National Allied Publications, một công ty xuất bản tạp chí truyện tranh ở New York do Malcolm Wheeler-Nicholson sở hữu. Wheeler-Nicholson đã xuất bản hai dải truyện của họ trong tạp chí New Fun Comics #6 (1935): "Henri Duval" và "Doctor Occult". Sau đó, Wheeler-Nicholson thành lập National Comics Publications và mời Siegel và Shuster làm việc với công ty.
Vào tháng 1938, Siegel và Shuster đã đề xuất một phiên bản mới của nhân vật Superman cho All-American Comics. Nhân vật này có tên là "Superman, the Man of Steel" và đã được chấp nhận. Đầu năm 1939, tạp chí Action Comics #1 ra mắt với Superman là nhân vật truyện tranh nổi tiếng đầu tiên trên trang bìa. Sự ra đời của Superman đã mở ra kỷ nguyên Siêu anh hùng và trở thành cốt truyện cho hàng loạt nhân vật và câu chuyện tiếp theo.

### Ảnh hưởng
Siegel và Shuster đã đọc những tạp chí khoa học viễn tưởng và phiêu lưu, nhiều câu chuyện có những nhân vật có khả năng phi thường như tâm thần đọc suy nghĩ, nhìn xa và sức mạnh siêu phàm. Một nhân vật đặc biệt là John Carter of Mars trong tiểu thuyết của Edgar Rice Burroughs. John Carter là một con người được chuyển đến sao Hỏa, nơi trọng lực thấp khiến anh mạnh hơn người bản xứ và cho phép anh nhảy xa. Một ảnh hưởng khác là tiểu thuyết năm 1930 của Philip Wylie mang tên "Gladiator", với nhân vật chính là Hugo Danner có các sức mạnh tương tự.
Tư thế và thái độ không quan tâm của Superman được ảnh hưởng bởi các nhân vật Douglas Fairbanks, ngôi sao của các bộ phim phiêu lưu như "The Mark of Zorro" và "Robin Hood". Tên của thành phố quê hương của Superman, Metropolis, được lấy từ bộ phim cùng tên năm 1927. Các bộ phim hoạt hình Popeye cũng ảnh hưởng.
Tên "Clark Kent" được tạo ra bằng cách lấy tên của các diễn viên Clark Gable và Kent Taylor. "Clark" cũng được lấy cảm hứng từ nhà thám hiểm William Clark, đặc biệt khi tạo ra tên "Lois and Clark" để gợi nhớ đến Meriwether Lewis và William Clark, những nhà thám hiểm người Mỹ đã khám phá ra một tuyến đường trên đất liền đến Đại Tây Dương.
Bề ngoài vô hại và đôi danh tính của Clark Kent được lấy cảm hứng từ các nhân vật trong các bộ phim như Don Diego de la Vega trong "The Mark of Zorro" và Sir Percy Blakeney trong "The Scarlet Pimpernel". Siegel nghĩ rằng điều này sẽ tạo ra sự tương phản kịch tính thú vị và có tính hài hước tốt. Một nguồn cảm hứng khác là danh hài slapstick Harold Lloyd. Nhân vật cổ điển của Lloyd là một người hiền lành bị bắt nạt bởi bọn đầu gấu nhưng sau đó trong câu chuyện trở nên tức giận và đánh trả mạnh mẽ.
Kent là một nhà báo vì Siegel thường mường tượng mình sẽ trở thành một nhà báo sau khi rời trường học. Tam giác tình yêu giữa Lois Lane, Clark và Superman được lấy cảm hứng từ sự bất tiện của Siegel với các cô gái.
Hai người đã thu thập các bộ truyện tranh trong thời thơ ấu, trong đó có bộ truyện tranh Little Nemo của Winsor McCay. Shuster nhận xét về các nghệ sĩ mà đã đóng một vai trò quan trọng trong sự phát triển phong cách của anh: "Alex Raymond và Burne Hogarth là thần tượng của tôi - cũng như Milt Caniff, Hal Foster và Roy Crane." Shuster tự mình học vẽ bằng cách vẽ qua các nét của các bức tranh và tạp chí mà họ đã thu thập.
Về mặt hình ảnh, Superman được thiết kế dựa trên nhiều nguồn cảm hứng. Bộ đồ ôm sát và quần lót được lấy cảm hứng từ trang phục của các đô vật, võ sĩ quyền anh và những người mạnh mẽ. Trong các bản vẽ khái niệm sớm, Shuster đã cho Superman mang dép buộc dây giống như những người mạnh mẽ và anh hùng cổ điển, nhưng sau đó đã thay đổi thành đôi ủng đỏ. Các trang phục của Douglas Fairbanks cũng là một nguồn cảm hứng. Huy hiệu trên ngực của anh được lấy cảm hứng từ huy hiệu hiệu. Nhiều anh hùng hành động trong các câu chuyện như kiếm sĩ mạo hiểm đều mặc áo choàng. Khuôn mặt của Superman được dựa trên Johnny Weissmuller với những đặc điểm lấy cảm hứng từ nhân vật truyện tranh Dick Tracy và từ công việc của họa sĩ tranh biếm họa Roy Crane.
Từ "siêu nhân" thường được sử dụng trong thập kỷ 1920 và 1930 để mô tả những người có khả năng phi thường, thường là vận động viên và chính khách. Nó cũng xuất hiện trong những câu chuyện viễn tưởng như "The Superman of Dr. Jukes". Tuy vậy, không rõ liệu Siegel và Shuster bị ảnh hưởng bởi khái niệm "Übermensch" của Friedrich Nietzsche; họ chưa từng công nhận điều này.

## Truyện tranh

### Sách truyện tranh
Từ năm 1938 trở đi, các câu chuyện về Superman đã được xuất bản đều đặn trong các tạp chí truyện tranh định kỳ do DC Comics phát hành. Đầu tiên và cũ nhất trong số này là Action Comics, bắt đầu từ tháng 4 năm 1938. Action Comics ban đầu là một tạp chí dạng tuyển tập, nhưng sau đó trở thành một tạp chí dành riêng cho các câu chuyện về Superman. Tạp chí định kỳ cũ thứ hai là Superman, bắt đầu từ tháng 6 năm 1939. Action Comics và Superman đã được phát hành liên tục (bỏ qua các thay đổi về tiêu đề và số phiên bản). Nhiều tạp chí đọc truyện tranh Lưu trữ ngày 2 tháng 7 năm 2023 tại Wayback Machine Superman ngắn hạn khác đã được phát hành trong suốt các năm qua. Superman là một phần của DC Universe, một bối cảnh chung của các nhân vật siêu anh hùng thuộc sở hữu của DC Comics, và do đó, anh thường xuất hiện trong các câu chuyện cùng với các nhân vật như Batman, Wonder Woman, và những người khác.
Superman đã bán được nhiều truyện tranh hơn bất kỳ nhân vật siêu anh hùng Mỹ nào khác trong lịch sử xuất bản của mình. Số liệu bán hàng chính xác cho những thập kỷ đầu của truyện tranh Superman khó tìm thấy vì, giống như hầu hết các nhà xuất bản vào thời điểm đó, DC Comics đã giấu thông tin này khỏi các đối thủ cạnh tranh và cũng như công chúng nói chung, nhưng với xu hướng thị trường chung vào thời điểm đó, doanh số bán của Action Comics và Superman có lẽ đã đạt đỉnh vào giữa những năm 1940 và từ đó giảm dần. Dữ liệu bán hàng lần đầu được công khai vào năm 1960 và cho thấy Superman là nhân vật truyện tranh bán chạy nhất trong thập kỷ 1960 và 1970. Doanh số bán tăng trở lại từ năm 1987. Superman #75 (tháng 11 năm 1992) đã bán được hơn 23 triệu bản, trở thành vấn đề bán chạy nhất của một truyện tranh trong suốt thời gian đó, nhờ vào sự quan tâm của các phương tiện truyền thông đối với sự chết vĩnh viễn giả định của nhân vật trong vấn đề đó. Từ đó, doanh số bán giảm dần. Vào tháng 3 năm 2018, Action Comics chỉ bán được 51.534 bản, mặc dù những con số thấp như vậy là bình thường đối với truyện tranh siêu anh hùng nói chung (để so sánh, Amazing Spider-Man #797 chỉ bán được 128.189 bản). Ngày nay, truyện tranh được coi là một khía cạnh nhỏ của thương hiệu Superman do số lượng độc giả thấp, mặc dù chúng vẫn có ảnh hưởng như là động cơ sáng tạo cho các bộ phim và chương trình truyền hình. Câu chuyện truyện tranh có thể được sản xuất nhanh chóng và giá rẻ, và do đó là phương tiện lý tưởng để thử nghiệm.
Trong khi truyện tranh trong những năm 1950 được đọc bởi trẻ em, từ những năm 1990 trở đi, người đọc trung bình là người lớn. Một lý do chính cho sự thay đổi này là quyết định của DC Comics trong những năm 1970 bán truyện tranh của mình tại các cửa hàng chuyên dụng thay vì các nhà bán lẻ truyền thống (siêu thị, quầy báo, v.v.) - một mô hình được gọi là "phân phối trực tiếp". Điều này làm cho truyện tranh trở nên ít dễ tiếp cận với trẻ em.

### Băng truyền hình
Bắt đầu từ tháng 1 năm 1939, một băng truyền hình hàng ngày về Superman xuất hiện trên các báo, được phân phối qua McClure Syndicate. Một phiên bản Chủ nhật màu sắc đã được thêm vào vào tháng 11 cùng năm. Jerry Siegel đã viết hầu hết các băng truyền hình cho đến khi anh được gọi nhập ngũ vào năm 1943. Các băng truyền hình Chủ nhật có một sự liên tục về nội dung riêng biệt so với băng truyền hình hàng ngày, có thể do Siegel đã phải ủy quyền viết băng truyền hình Chủ nhật cho các nhà viết ẩn danh khác. Đến năm 1941, các băng truyền hình trên báo được ước tính có độc giả lên đến 20 triệu người. Joe Shuster đã vẽ những băng truyền hình đầu tiên, sau đó chuyển công việc cho Wayne Boring. Từ năm 1949 đến năm 1956, các băng truyền hình được vẽ bởi Win Mortimer. Băng truyền hình kết thúc vào tháng 5 năm 1966, nhưng được khôi phục từ năm 1977 đến năm 1983 để phù hợp với loạt phim ra mắt của Warner Bros.

### Biên tập viên
Ban đầu, Siegel được phép viết về Superman theo cách mà anh muốn vì không ai có thể tiên đoán được sự thành công và mở rộng nhanh chóng của dự án. Nhưng sau đó, công việc của Siegel và Shuster bị kiểm soát cẩn thận để tránh rắc rối với các cơ quan kiểm duyệt. Siegel buộc phải giảm bớt bạo lực và chiến dịch xã hội trong những câu chuyện đầu tiên của mình. Biên tập viên Whitney Ellsworth, được thuê vào năm 1940, đã ra lệnh rằng Superman không được giết người. Tính dục bị cấm, và các nhân vật phản diện lập dị đầy màu sắc như Ultra-Humanite và Toyman được cho là ít gây ác mộng cho độc giả trẻ.
Mort Weisinger là biên tập viên truyện tranh Superman từ năm 1941 đến năm 1970, thời gian của ông bị gián đoạn ngắn bởi nghĩa vụ quân sự. Siegel và những nhà viết khác đã phát triển nhân vật mà không có suy nghĩ về việc xây dựng một thần thoại một cách mạch lạc, nhưng khi số lượng tựa đề về Superman và đội ngũ nhà viết tăng lên, Weisinger yêu cầu một phương pháp làm việc disclipine hơn. Weisinger giao nhiệm vụ ý tưởng câu chuyện, và logic về sức mạnh của Superman, nguồn gốc của anh ta, các địa điểm, và mối quan hệ với những nhân vật phụ ngày càng lớn của anh ta được lên kế hoạch cẩn thận. Các yếu tố như Bizarro, người họ hàng Supergirl, Phantom Zone, Fortress of Solitude, các dạng khác của kryptonite, robot nhân bản, và Krypto được giới thiệu trong thời kỳ này. Vũ trụ phức tạp được xây dựng dưới sự chỉ đạo của Weisinger hấp dẫn đối với các độc giả hết sức trung thành nhưng xa cách đối với những người đọc tình cờ. Weisinger ưa thích những câu chuyện vui nhộn hơn là những vụ án nghiêm túc, và tránh các vấn đề nhạy cảm như Chiến tranh Việt Nam và phong trào dân quyền Mỹ vì ông e ngại quan điểm cánh hữu của mình sẽ làm xa lánh các nhà viết và độc giả có quan điểm trái ngược. Weisinger cũng giới thiệu các cột thư từ trong năm 1958 để khuyến khích phản hồi và xây dựng sự gần gũi với độc giả.
Weisinger nghỉ hưu vào năm 1970 và Julius Schwartz tiếp quản vị trí này. Theo nhận thức của riêng mình, Weisinger đã mất liên lạc với độc giả mới hơn. Schwartz đã cập nhật Superman bằng cách biến Clark Kent thành một người dẫn chương trình truyền hình và ông đã giải nghệ các yếu tố cốt truyện quá sử dụng như kryptonite và robot nhân bản. Schwartz cũng giảm sức mạnh của Superman xuống một mức gần gũi với ý tưởng ban đầu của Siegel. Những thay đổi này sau này sẽ được đảo ngược bởi các nhà viết sau. Schwartz cho phép những câu chuyện có sự nghiêm túc như "For the Man Who Has Everything" (Superman Annual #11), trong đó kẻ phản diện Mongul làm đau đớn Superman với ảo tưởng về cuộc sống gia đình hạnh phúc trên hành tinh Krypton sống.
Schwartz nghỉ hưu khỏi DC Comics vào năm 1986 và được thay thế bởi Mike Carlin làm biên tập viên cho các truyện tranh Superman. Việc nghỉ hưu của ông trùng với quyết định của DC Comics reboot DC Universe với cốt truyện chung trên toàn công ty "Crisis on Infinite Earths". Nhà văn John Byrne viết lại thần thoại Superman, một lần nữa giảm sức mạnh của Superman, mà các nhà viết sau này đã từ từ làm mạnh trở lại, và chỉnh sửa nhiều nhân vật phụ, chẳng hạn như biến Lex Luthor trở thành một doanh nhân tỷ phú thay vì một nhà khoa học điên, và biến Supergirl trở thành một hình thái tạo hình nhân tạo vì DC muốn Superman là người duy nhất sống sót từ hành tinh Krypton.
Carlin được thăng chức làm Biên tập viên điều hành cho các cuốn sách DC Universe vào năm 1996, chức vụ ông giữ cho đến năm 2002. K.C. Carlson lên thay ông làm biên tập viên của các truyện tranh Superman.

### Phong cách nghệ thuật
Trong những thập kỷ đầu của truyện tranh Superman, các nghệ sĩ được kỳ vọng tuân thủ một "phong cách nhà máy" nhất định. Joe Shuster đã định nghĩa phong cách nghệ thuật của Superman trong những năm 1940. Sau khi Shuster rời National, Wayne Boring kế nhiệm ông làm nghệ sĩ chính trên các cuốn sách truyện tranh Superman. Ông đã vẽ lại Superman cao hơn và chi tiết hơn. Vào khoảng năm 1955, Curt Swan tiếp tục kế nhiệm Boring. Thập kỷ 1980 chứng kiến sự bùng nổ về sự đa dạng của nghệ thuật truyện tranh và hiện nay không có một "phong cách nhà máy" duy nhất trong truyện tranh Superman.

## Trong phương tiện truyền thông khác

### Radio
Sự chuyển thể đầu tiên của Superman ngoài truyện tranh là một chương trình radio, The Adventures of Superman, được phát sóng từ năm 1940 đến năm 1951 với 2.088 tập phim, hầu hết trong số đó nhằm vào trẻ em. Các tập phim ban đầu có độ dài 15 phút, nhưng sau năm 1949 chúng đã được kéo dài thành 30 phút. Hầu hết các tập phim đều được thực hiện trực tiếp. Bud Collyer là giọng diễn viên lồng tiếng cho Superman trong hầu hết các tập phim. Chương trình được sản xuất bởi Robert Maxwell và Allen Ducovny, những người là nhân viên của Superman, Inc. và Detective Comics, Inc. tương ứng.

### Sân khấu
Năm 1966, Superman có một vở nhạc kịch được đề cử giải Tony trên Broadway. It's a Bird... It's a Plane... It's Superman có âm nhạc của Charles Strouse, lời của Lee Adams và sách của David Newman và Robert Benton. Diễn viên Bob Holiday đóng vai Clark Kent/Superman và nữ diễn viên Patricia Marand đóng vai Lois Lane.

### Phim

Superman từ Paramount Shorts

- Paramount Pictures phát hành một loạt phim ngắn hoạt hình Superman trên màn ảnh rạp từ năm 1941 đến năm 1943. Tổng cộng có 17 tập, mỗi tập dài từ 8 đến 10 phút. Các tập phim đầu tiên được sản xuất bởi Fleischer Studios và các tập phim sau được sản xuất bởi Famous Studios. Bud Collyer cung cấp giọng diễn cho Superman. Tập phim đầu tiên có ngân sách sản xuất là 50.000 đô la và các tập phim còn lại là 30.000 đô la mỗi tập[91] (tương đương $597.000 năm 2022), một con số cực kỳ lớn đối với thời điểm đó; từ 9.000 đến 15.000 đô la là con số thông thường cho các phim ngắn hoạt hình.[92] Joe Shuster đã cung cấp bản mô hình cho các nhân vật, vì vậy hình ảnh giống với thẩm mỹ truyện tranh đương đại.[93]

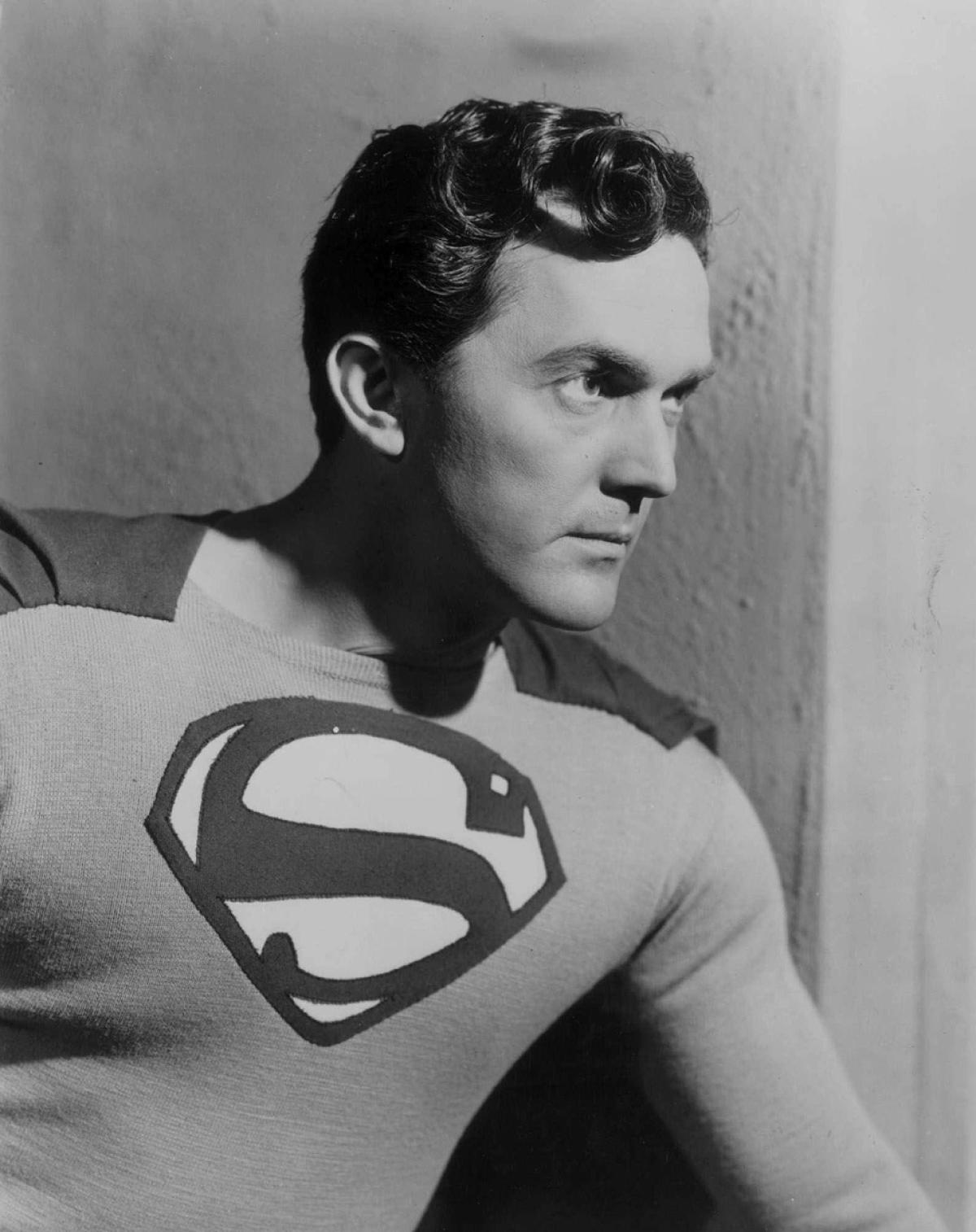
Kirk Alyn đóng vai Superman

- Sự chuyển thể trực tiếp đầu tiên của Superman là một bộ phim ngắn ra mắt vào năm 1948, dành cho trẻ em. Kirk Alyn trở thành diễn viên đầu tiên đóng vai siêu anh hùng trên màn ảnh. Kinh phí sản xuất lên đến 325.000 đô la[94] (tương đương $3.959.000 năm 2022). Đây là bộ phim ngắn được ăn khách nhất trong lịch sử điện ảnh.[95] Một bộ phim tiếp theo, Atom Man vs. Superman, được phát hành vào năm 1950. Trong các cảnh bay, Superman được vẽ bằng tay dưới dạng hoạt hình, được ghép vào cảnh quay trực tiếp.
- Bộ phim đầu tiên là Superman and the Mole Men, một bộ phim B dài 58 phút được phát hành vào năm 1951, sản xuất với ngân sách ước tính là 30.000 đô la (tương đương $338.000 năm 2022).[96] Nó có sự tham gia của George Reeves trong vai Superman và được dự định để quảng bá cho loạt phim truyền hình sau này.[97]
- Bộ phim đầu tiên với ngân sách lớn là Superman năm 1978, có sự tham gia của Christopher Reeve và do Alexander và Ilya Salkind sản xuất. Nó dài 143 phút và được thực hiện với ngân sách 55 triệu đô la (tương đương $247.000.000 năm 2022). Đây là bộ phim Superman có doanh thu phòng vé lớn nhất cho đến nay tính theo chỉ số lạm phát.[98] Nhạc phim được soạn bởi John Williams và đã được đề cử Giải Oscar; bài nhạc chủ đề đã trở thành biểu tượng. Superman (1978) là bộ phim siêu anh hùng có ngân sách lớn đầu tiên, và thành công của nó có thể coi là mở đường cho các bộ phim siêu anh hùng sau này như Batman (1989) và Spider-Man (2002).[99][100][101]
- Bộ phim năm 1978 đã tạo ra ba phần tiếp theo: Superman II (1980), Superman III (1983), Superman IV: The Quest for Peace (1987).
- Năm 2006, Superman Returns được phát hành, thiết kế theo loạt phim 1978–1987. Superman được đóng bởi Brandon Routh, người sau này đã tái xuất vai diễn trong cuộc gặp gỡ qua hệ Arrowverse Crisis on Infinite Earths (2019–2020).
- Superman đã xuất hiện trong một loạt các bộ phim hoạt hình được sản xuất trực tiếp dành cho video bởi Warner Bros. Animation gọi là DC Universe Animated Original Movies, bắt đầu từ Superman: Doomsday năm 2007. Nhiều bộ phim này là chuyển thể từ các câu chuyện truyện tranh phổ biến.

#### DC Extended Universe
- Năm 2013, Man of Steel được phát hành bởi Warner Bros. như một sự khởi động lại của loạt phim, với sự tham gia của Henry Cavill trong vai Superman.
- Phần tiếp theo, Batman v Superman: Dawn of Justice (2016), có sự tham gia của Superman cùng với Batman và Wonder Woman, trở thành bộ phim chiếu rạp đầu tiên mà Superman xuất hiện cùng với các siêu anh hùng khác trong DC Universe.
- Cavill trở lại vai diễn của mình trong Justice League (2017) và phiên bản của đạo diễn (2021).
- Superman cũng xuất hiện ngắn gọn ở cuối phim Shazam! (2019), do diễn viên đóng thế Ryan Handley thủ vai.
- Superman xuất hiện một cách ngắn gọn trong tập kết thúc mùa đầu tiên của series truyền hình Peacemaker (2022), do một diễn viên thế chứng thực đóng.
- Cavill có một sự xuất hiện nhỏ không được ghi danh trong cảnh sau nửa chừng của bộ phim Black Adam (2022).

#### DC Universe
- Một bộ phim khởi động lại mới của loạt phim, có tựa đề Superman: Legacy, đang được phát triển, được đặt trong franchise DC Universe (DCU). Bộ phim sẽ do James Gunn viết và đạo diễn, và được sản xuất bởi DC Studios. Dự kiến phát hành vào ngày 11 tháng 7 năm 2025. Vào ngày 27 tháng 6 năm 2023, David Corenswet được chọn vào vai Superman trong bộ phim.

### Truyền hình

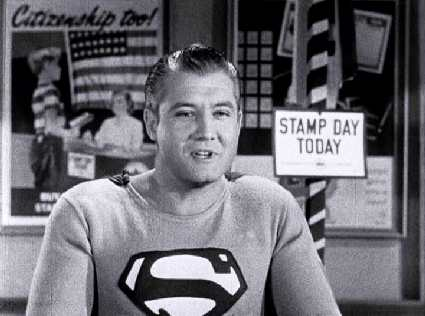
Diễn viên George Reeves thủ vai Superman trong Stamp Day for Superman. Sau khi xuất hiện trong phim, anh trở thành diễn viên đầu tiên thủ vai Superman trên truyền hình.

- Adventures of Superman, được phát sóng từ năm 1952 đến năm 1958, là series truyền hình đầu tiên dựa trên một siêu anh hùng. George Reeves đóng vai Superman. Trong khi tiểu phẩm đài phát thanh dành cho trẻ em, chương trình truyền hình này nhằm vào khán giả chung,[102][103] mặc dù trẻ em chiếm đa số khán giả. Robert Maxwell, người sản xuất tiểu phẩm đài phát thanh, là nhà sản xuất cho mùa đầu tiên. Cho mùa thứ hai, Maxwell được thay thế bằng Whitney Ellsworth. Ellsworth đã làm dịu nhẹ sự bạo lực của chương trình để phù hợp hơn với trẻ em, tuy nhiên ông vẫn nhắm đến khán giả chung. Chương trình này rất phổ biến ở Nhật Bản, nơi nó đạt tỷ lệ người xem lên đến 74,2% vào năm 1958.[104]
- Series truyền hình hoạt hình đầu tiên của ông là The New Adventures of Superman, được phát sóng từ năm 1966 đến năm 1970. Chương trình cũng có một phần kéo dài bảy phút tập trung vào Superboy có tên The Adventures of Superboy.
- Bắt đầu từ năm 1974, Superman là một trong những nhân vật chính trong loạt phim hoạt hình do Hanna-Barbera sản xuất mang tên Super Friends và tất cả các phần tiếp theo cho đến năm 1986.
- Để kỷ niệm 50 năm thành lập, Ruby Spears đã sản xuất một series hoạt hình dựa trên phần nào trên Superman (1978) và truyện tranh Superman sau Cuộc cách mạng do John Byrne tạo ra. Bản thiết kế cho Superman (1988) được vẽ bởi họa sĩ truyện tranh huyền thoại Gil Kane và hầu hết các tập được viết bởi nhà văn truyện tranh Marv Wolfman.
- Superboy được phát sóng từ năm 1988 đến năm 1992. Nó được sản xuất bởi Alexander và Ilya Salkind, những người đã sản xuất loạt phim Superman với sự tham gia của Christopher Reeve.
- Lois & Clark: The New Adventures of Superman được phát sóng từ năm 1993 đến năm 1997. Chương trình này nhằm vào công chúng người lớn và tập trung vào mối quan hệ giữa Clark Kent và Lois Lane cũng như những hành động anh hùng của Superman.[97] Dean Cain đóng vai Superman và Teri Hatcher đóng vai Lois.
- Smallville được phát sóng từ năm 2001 đến năm 2011. Chương trình nhắm vào công chúng trẻ.[105][106] Được đóng bởi Tom Welling, series này nói về cuộc sống của Clark Kent trước khi trở thành Superman, kéo dài mười năm từ thời điểm anh học trung học ở Smallville đến những năm đầu tiên ở Metropolis. Mặc dù Clark tham gia vào việc cứu nguy, anh không mặc bộ trang phục và cũng không gọi mình là Superboy. Thay vào đó, anh tin vào sự hiểu lầm và tốc độ chóng mắt của mình để tránh bị nhận ra. Các mùa sau đó, anh trở thành một anh hùng công khai được gọi là Red-Blue Blur, rồi sau đó trở thành Blur, trong một phiên bản tiền sử của Liên minh Công lý trước khi đảm nhận vai Superman.
- Superman: The Animated Series (với giọng của Tim Daly trong vai nhân vật chính) được phát sóng từ năm 1996 đến năm 2000. Sau khi chương trình kết thúc, phiên bản Superman này xuất hiện trong các bộ phim tiếp theo Batman Beyond (lồng tiếng bởi Christopher McDonald) phát sóng từ năm 1999 đến năm 2001 và Justice League và Justice League Unlimited (lồng tiếng bởi George Newbern), phát sóng từ năm 2001 đến năm 2006. Tất cả các chương trình này đều được sản xuất bởi Bruce Timm. Đây là phiên bản hoạt hình thành công nhất và kéo dài nhất của Superman.[97]
- Trong Arrowverse, Superman chính (do Tyler Hoechlin đóng) xuất hiện như một diễn viên khách trong một số series truyền hình: Supergirl, The Flash, Arrow và Legends of Tomorrow. Một bộ phim phụ của Supergirl, Superman & Lois, được ra mắt vào ngày 23 tháng 2 năm 2021.
- Superman xuất hiện như một nhân vật hợp tác trong các show hoạt hình Justice League, Justice League Unlimited và Justice League Action. Anh cũng xuất hiện như một nhân vật khách trong các show hoạt hình khác như Batman: The Brave and the Bold và Harley Quinn.

### Trò chơi điện tử
- Trò chơi điện tử đầu tiên có tựa đề đơn giản là Superman, và được phát hành vào năm 1979 cho hệ máy Atari 2600.
- Trò chơi cuối cùng tập trung hoàn toàn vào Superman là phiên bản chuyển thể của Superman Returns vào năm 2006.
- Từ năm 2006 đến nay, Superman xuất hiện với vai trò đồng diễn viên chính, như trong loạt trò chơi Injustice (2013–hiện tại).

## Sản phẩm liên quan
DC Comics đã đăng ký thương hiệu biểu tượng ngực của Superman vào tháng 8 năm 1938. Jack Liebowitz thành lập công ty Superman, Inc. vào tháng 10 năm 1939 để phát triển thương hiệu vượt ra khỏi sách truyện. Superman, Inc. sáp nhập với DC Comics vào tháng 10 năm 1946. Sau khi DC Comics sáp nhập với Warner Communications vào năm 1967, việc cấp phép cho Superman được xử lý bởi công ty Licensing Corporation of America.
Tạp chí nghiên cứu thị trường Mỹ The Licensing Letter ước tính rằng năm 2018, hàng hóa được cấp phép liên quan đến Superman đã mang lại doanh thu 634 triệu đô la trên toàn cầu (43,3% doanh thu này đến từ thị trường Bắc Mỹ). Để so sánh, cùng năm đó, hàng hóa liên quan đến Spider-Man mang lại 1,075 tỷ đô la và hàng hóa liên quan đến Star Wars mang lại 1,923 tỷ đô la trên toàn cầu.
Những sản phẩm đầu tiên xuất hiện vào năm 1939 bao gồm một nút kéo quần tuyên bố là thành viên trong câu lạc bộ Supermen of America. Đồ chơi đầu tiên là một con búp bê gỗ vào năm 1939, được làm bởi công ty Ideal Novelty and Toy. Trong Superman số 5 (tháng 5 năm 1940), có một quảng cáo cho "Krypto-Raygun", một thiết bị hình súng có thể phóng ảnh lên tường. Hầu hết các sản phẩm liên quan đến Superman được nhắm mục tiêu vào trẻ em, nhưng từ những năm 1970 trở đi, người lớn ngày càng được nhắm đến vì độc giả truyện tranh đã già đi.
Trong Chiến tranh Thế giới thứ hai, Superman được sử dụng để hỗ trợ nỗ lực chiến tranh. Action Comics và Superman mang thông điệp kêu gọi người đọc mua trái phiếu chiến tranh và tham gia vào chiến dịch thu gom phế liệu.

## Vấn đề bản quyền

### Jerry Siegel và Joe Shuster
Trong một hợp đồng được ký ngày 1 tháng 3 năm 1938, Jerry Siegel và Joe Shuster đã chuyển nhượng bản quyền cho Superman cho nhà tuyển dụng của họ, DC Comics (khi đó được biết đến là Detective Comics, Inc.) trước khi Superman được công bố lần đầu vào tháng 4. Trái ngược với nhận thức phổ biến, số tiền 130 đô la mà DC Comics trả cho họ là cho câu chuyện Superman đầu tiên, chứ không phải bản quyền của nhân vật — điều này, họ đã trao đi miễn phí. Điều này là thực tế thông thường trong ngành tạp chí truyện tranh và họ đã làm như vậy với các tác phẩm đã xuất bản trước đó của mình (Slam Bradley, Doctor Occult, v.v.), nhưng Superman trở nên phổ biến và có giá trị hơn họ dự đoán và họ rất tiếc nuối vì đã trao đi nhân vật này. DC Comics giữ lại Siegel và Shuster, và họ được trả công tốt vì họ rất được yêu thích bởi độc giả. Trong khoảng thời gian từ năm 1938 đến năm 1947, DC Comics đã trả cho họ ít nhất 401.194,85 đô la cùng nhau (tương đương với 693.000.000 trong giá trị tiền tệ hiện tại của Hoa Kỳ).
Siegel đã viết phần lớn các câu chuyện trên tạp chí và báo hàng ngày cho đến khi anh phải nhập ngũ vào năm 1943, khi công việc này đã được giao cho những người viết ẩn danh. Trong khi Siegel đang phục vụ ở Hawaii, DC Comics đã xuất bản một câu chuyện về phiên bản trẻ của Superman được gọi là "Superboy", dựa trên một kịch bản mà Siegel đã gửi từ vài năm trước. Siegel tức giận vì DC Comics đã làm điều này mà không mua nhân vật.
Sau khi Siegel xuất ngũ, ông và Shuster kiện DC Comics vào năm 1947 để giành quyền sở hữu Superman và Superboy. Thẩm phán đã xác định rằng Superman thuộc về DC Comics, nhưng Superboy là một thực thể riêng biệt thuộc sở hữu của Siegel. Siegel và Shuster đã giải quyết vụ kiện ngoài tòa với DC Comics, mà công ty đã trả cho hai người 94.013,16 đô la (tương đương $114.508.550 năm 2022) để đổi lấy quyền sở hữu đầy đủ về cả Superman và Superboy. DC Comics sau đó sa thải Siegel và Shuster.
DC Comics đã tái thuê Jerry Siegel làm nhà văn vào năm 1959.
Năm 1965, Siegel và Shuster đã cố gắng lấy lại quyền sở hữu Superman bằng cách sử dụng quyền gia hạn trong Đạo luật Bản quyền năm 1909, nhưng tòa án đã quyết định rằng Siegel và Shuster đã chuyển nhượng quyền gia hạn cho DC Comics vào năm 1938. Siegel và Shuster đã kháng án, nhưng tòa phúc thẩm đã duy trì quyết định này. DC Comics lại sa thải Siegel lần nữa, khi ông khởi kiện lần thứ hai này.
Năm 1975, Siegel và một số nhà văn và họa sĩ truyện tranh khác đã khởi động một chiến dịch công khai yêu cầu đền bù và đối xử tốt hơn với các tác giả truyện tranh. Warner Brothers đồng ý trả cho Siegel và Shuster một khoản tiền hàng năm, bảo hiểm y tế đầy đủ và ghi tên của họ trên tất cả các sản phẩm Superman trong tương lai để không tranh chấp quyền sở hữu Superman. Siegel và Shuster đã thực hiện thỏa thuận này.
Shuster qua đời vào năm 1992. DC Comics đã đề nghị một khoản tiền hàng tháng cho gia đình Shuster để không tranh chấp quyền sở hữu Superman, và gia đình đã chấp nhận trong vài năm.
Siegel qua đời vào năm 1996. Người thừa kế của ông đã cố gắng lấy lại quyền sở hữu Superman bằng cách sử dụng điều khoản chấm dứt trong Đạo luật Bản quyền năm 1976. DC Comics đã đàm phán một thỏa thuận trong đó họ sẽ trả cho gia đình Siegel vài triệu đô la và một khoản tiền hàng năm 500.000 đô la để một cách vĩnh viễn nhượng lại quyền sở hữu Superman cho DC. DC Comics cũng đã đồng ý chèn dòng chữ "Bằng sự sắp xếp đặc biệt với gia đình Jerry Siegel" trên tất cả các sản phẩm Superman trong tương lai. Gia đình Siegel đã chấp nhận đề nghị của DC trong một lá thư vào tháng 10 năm 2001.
Luật sư bản quyền và nhà sản xuất phim Marc Toberoff sau đó đã ký kết thỏa thuận với người thừa kế của cả Siegel và Shuster để giúp họ lấy lại quyền sở hữu Superman đổi lấy việc chuyển quyền sở hữu cho công ty sản xuất của ông, Pacific Pictures. Cả hai nhóm đều đồng ý. Gia đình Siegel đã hủy thỏa thuận với DC Comics và vào năm 2004 kiện DC vì quyền sở hữu Superman và Superboy. Năm 2008, tòa án phán quyết thuận lợi cho gia đình Siegel. DC Comics đã kháng án và tòa phúc thẩm đã phán quyết thuận lợi cho DC, lập luận rằng lá thư vào tháng 10 năm 2001 có giá trị pháp lý. Năm 2003, người thừa kế của Shuster đã gửi thông báo chấm dứt việc chuyển quyền sở hữu nửa phần bản quyền của Shuster cho Superman. DC Comics kiện gia đình Shuster vào năm 2010 và tòa án phán quyết thuận lợi cho DC với lý do thỏa thuận năm 1992 với gia đình Shuster ngăn cản họ chấm dứt việc chuyển quyền.
Theo luật bản quyền hiện hành tại Hoa Kỳ, Superman sẽ vào lĩnh vực công cộng vào ngày 1 tháng 1 năm 2034. Tuy nhiên, điều này chỉ áp dụng (ban đầu) cho nhân vật khi ông được miêu tả trong Action Comics #1, được xuất bản vào năm 1938. Phiên bản của ông với các phát triển sau này, như khả năng "thị lực nhiệt", có thể tiếp tục được bảo vệ bản quyền cho đến khi các tác phẩm chúng được giới thiệu vào lĩnh vực công cộng. Dự kiến Lois Lane, người cũng xuất hiện trong Action Comics #1, cũng sẽ vào lĩnh vực công cộng vào năm 2034, nhưng các nhân vật phụ được giới thiệu trong các bản xuất bản sau này, như Jimmy Olsen và Supergirl, sẽ vào lĩnh vực công cộng vào các thời điểm sau đó.

### Captain Marvel
Thành công của Superman ngay lập tức tạo ra một làn sóng các bản sao. Trong số đó, thành công nhất vào thời điểm đầu này là Captain Marvel, được xuất bản lần đầu bởi Fawcett Comics vào tháng 12 năm 1939. Captain Marvel có nhiều điểm tương đồng với Superman: sức mạnh vĩ đại, không thể tổn thương, khả năng bay, một áo choàng, danh tính bí mật và công việc làm nhà báo. DC Comics kiện Fawcett Comics về vi phạm bản quyền.
Phiên tòa bắt đầu vào tháng 3 năm 1948 sau bảy năm điều tra. Thẩm phán đã phán quyết rằng Fawcett đã vi phạm bản quyền của Superman. Tuy nhiên, thẩm phán cũng nhận thấy rằng thông báo bản quyền xuất hiện cùng với các đoạn trích báo của Superman không đáp ứng các tiêu chuẩn kỹ thuật của Đạo luật Bản quyền năm 1909 và do đó không hợp lệ. Hơn nữa, vì các đoạn trích báo mang câu chuyện được chuyển thể từ Action Comics, thẩm phán phán quyết rằng DC Comics đã thực sự bỏ quên bản quyền của câu chuyện Action Comics và Superman, và do đó mất quyền kiện Fawcett vì vi phạm bản quyền.
DC Comics đã kháng cáo quyết định này. Tòa phúc thẩm phán quyết định rằng các lỗi vô ý trong thông báo bản quyền của các đoạn trích báo không làm mất hiệu lực bản quyền. Hơn nữa, Fawcett đã biết rằng DC Comics không có ý định từ bỏ bản quyền, và do đó việc vi phạm của Fawcett không phải là một sự hiểu lầm vô tình, và do đó Fawcett phải bồi thường thiệt hại cho DC Comics. Tòa phúc thẩm đã trả lại vụ án cho tòa án cấp dưới để xác định số tiền mà Fawcett phải bồi thường.
Khi đó, Fawcett Comics quyết định đàm phán ngoài tòa với DC Comics. Fawcett đã trả cho DC Comics 400.000 đô la (tương đương $4.375.124 năm 2022) và đồng ý ngừng xuất bản Captain Marvel. Truyện Captain Marvel cuối cùng từ Fawcett Comics được xuất bản vào tháng 9 năm 1953.
DC Comics đã cấp phép Captain Marvel vào năm 1972 và xuất bản những câu chuyện chéo với Superman. Đến năm 1991, DC Comics đã mua lại Fawcett Comics và cùng với đó là toàn bộ quyền sở hữu của Captain Marvel. DC cuối cùng đã đổi tên nhân vật thành "Shazam" để tránh tranh chấp với Marvel Comics, người đã tạo ra một nhân vật mang tên "Captain Marvel" riêng của họ khi nhân vật Fawcett đã bị mắc kẹt.

## Tổng quan về nhân vật
Phần này mô tả các yếu tố ổn định nhất trong câu chuyện về Superman trong vô số những câu chuyện được xuất bản từ năm 1938.

### Chính Superman
Trong Action Comics #1 (1938), Superman được sinh ra trên một hành tinh ngoài hành tinh của một loài tiên tiến về công nghệ tương tự con người. Ngay sau khi sinh ra, hành tinh của ông bị phá hủy trong một thiên tai tự nhiên, nhưng cha của Superman, một nhà khoa học, đã đoán trước được tai hoạ và cứu con trai bé bằng cách gửi ông đến Trái Đất trong một chiếc tàu con thoi nhỏ. Chiếc tàu quá nhỏ để chở bất kỳ ai khác, vì vậy cha mẹ của Superman ở lại và chết. Các dải truyện báo sớm nhất đặt tên cho hành tinh là "Krypton", đứa bé là "Kal-L", và cha mẹ sinh học của ông là "Jor-L" và "Lora"; tên của họ đã được thay đổi thành "Jor-el" và "Lara" trong cuốn tiểu thuyết phụ của George Lowther vào năm 1942. Tàu con thoi hạ cánh ở một vùng quê Mỹ, nơi mà cặp vợ chồng Kent, người nông dân, phát hiện ra đứa bé.
Cặp vợ chồng Kent đặt tên cho cậu bé là Clark và nuôi dưỡng ông trong một cộng đồng nông nghiệp. Một tập phim truyền thanh năm 1947 đặt cộng đồng chưa có tên này ở Iowa. Nó được đặt tên là Smallville trong Superboy #2 (tháng 6 năm 1949). Bộ phim Superman năm 1978 đặt nó ở Kansas, cũng như hầu hết câu chuyện về Superman từ đó. New Adventures of Superboy #22 (tháng 10 năm 1981) đặt nó ở Maryland.
Trong Action Comics #1 và hầu hết các câu chuyện được xuất bản trước năm 1986, siêu năng lực của Superman bắt đầu phát triển từ khi còn trẻ. Từ năm 1944 đến năm 1986, DC Comics thường xuyên xuất bản câu chuyện về thời thơ ấu và những cuộc phiêu lưu của Superman khi cậu tự gọi mình là "Superboy". Từ năm 1986 trở đi (bắt đầu từ Man of Steel #1), siêu năng lực của Superman phát triển chậm hơn và ông bắt đầu sự nghiệp siêu anh hùng khi là người lớn.
Cặp vợ chồng Kent dạy Clark rằng ông phải giấu nguồn gốc ngoài hành tinh của mình và sử dụng sức mạnh tuyệt vời để làm việc thiện. Clark tạo ra nhân dạng được trang bị của Superman để bảo vệ sự riêng tư cá nhân và sự an toàn của những người thân yêu của mình. Dưới danh nghĩa Clark Kent, ông đeo kính mắt để che giấu khuôn mặt và mặc trang phục Superman dưới áo quần để có thể thay đổi trong chớp mắt khi nguy hiểm xảy ra, và trong các câu chuyện cũ hơn, ông thỉnh thoảng phải chịu sự chế giễu vì sự hèn nhát bề ngoài của mình.
Trong Superboy #78 (1960), Superboy tạo bộ đồ siêu nhân của mình từ những tấm chăn bất khả xâm phạm được tìm thấy trong chiếc tàu mà ông đến Trái Đất. Trong Man of Steel #1 (1986), Martha Kent tạo bộ đồ từ vải sản xuất bởi con người, và nó trở nên bất khả xâm phạm bằng một "vòng xung quanh" mà Superman phát ra. "S" trên ngực Superman ban đầu chỉ là một chữ cái đầu cho "Superman". Khi viết kịch bản cho bộ phim năm 1978, Tom Mankiewicz đã biến nó thành biểu tượng của gia đình Krypton của Superman. Điều này đã được thể hiện trong một số câu chuyện truyện tranh và phim sau này, như Man of Steel. Trong câu chuyện truyện tranh Superman: Birthright, biểu tượng được mô tả là một biểu tượng cổ xưa của Krypton với ý nghĩa hy vọng.
Clark làm việc như một nhà báo báo chí. Trong những câu chuyện ban đầu, ông làm việc cho The Daily Star, nhưng tập phim thứ hai của phim truyền thanh đã thay đổi điều này thành Daily Planet. Trong các truyện tranh từ đầu những năm 1970, Clark làm việc như một nhà báo truyền hình (một nỗ lực để hiện đại hóa nhân vật). Tuy nhiên, đối với bộ phim năm 1978, các nhà sản xuất đã chọn làm cho Clark trở lại là một nhà báo báo chí vì đó là cách mà hầu hết công chúng nghĩ về ông.
Câu chuyện đầu tiên mà Superman chết được xuất bản trong Superman #149 (1961), trong đó ông bị Lex Luthor ám sát bằng cách sử dụng đá Kryptonit. Câu chuyện này là "hư cấu" và do đó bị bỏ qua trong các sách tiếp theo. Trong Superman #188 (tháng 4 năm 1966), Superman bị giết bởi bức xạ đá Kryptonit nhưng được hồi sinh trong cùng một tập bởi một trong số những "người máy sao chép" của ông. Trong cốt truyện The Death and Return of Superman những năm 1990, sau một trận chiến đầy nguy hiểm với Doomsday, Superman chết trong Superman #75 (tháng 1 năm 1993). Ông được hồi sinh sau đó bởi Eradicator bằng cách sử dụng công nghệ Kryptonian. Trong Superman #52 (tháng 5 năm 2016), Superman chết do ngộ độc đá Kryptonit, và lần này ông không được hồi sinh, mà được thay thế bởi Superman của một thời điểm song song khác.
Superman có một nơi ẩn náu bí mật được gọi là "Thành trì của Cô đơn", nằm ở một nơi nào đó ở Bắc Cực. Tại đây, Superman giữ một bộ sưu tập kỷ niệm và một phòng thí nghiệm để thực hiện các thí nghiệm khoa học. Trong Action Comics #241, Thành trì của Cô đơn là một hang động trong một ngọn núi, được kín chặt bằng một cánh cửa rất nặng mà chỉ có Superman mới có thể sử dụng. Trong bộ phim năm 1978, Thành trì của Cô đơn là một cấu trúc được làm bằng pha lê.

### Clark Kent
Nhân vật ẩn danh của Superman là Clark Joseph Kent, một phóng viên của Daily Planet. Mặc dù tên và lịch sử của anh xuất phát từ cuộc sống ban đầu với cha mẹ nuôi trên Trái Đất, mọi thứ về Clark được sắp đặt vì lợi ích của nhân dạng thay thế: là một phóng viên của Daily Planet, anh nhận thông tin nhanh về tin tức trước công chúng, luôn có một lý do hợp lý để xuất hiện tại hiện trường tội phạm và không cần chính xác xác định nơi anh đang ở miễn là anh đáp ứng được hạn chế xuất bản của mình. Anh xem công việc làm báo là một phần của trách nhiệm siêu anh hùng của mình - đưa sự thật ra trước và đấu tranh vì những người nhỏ bé. Anh tin rằng ai cũng có quyền biết điều gì đang xảy ra trên thế giới, bất kể ai liên quan đến nó. Trong thời kỳ Bronze Age of Comic Books, Clark Kent xuất hiện trong một loạt truyện tranh chủ yếu xuất hiện trong The Superman Family, "Cuộc sống riêng tư của Clark Kent" nơi Superman đối phó với các tình huống khác nhau một cách tinh vi trong khi vẫn giữ được Clark.
Để tránh sự nghi ngờ rằng anh là Superman, Clark Kent đã mắc một tính cách chủ động và nội tâm với tư cách và thói quen bảo thủ, một giọng nói cao hơn, và một chút nghiêng cơ thể. Tính cách này thường được mô tả là "đời thường", như trong đoạn mở đầu của Max Fleischer's Superman phiên bản hoạt hình. Những đặc điểm này được mở rộng vào tủ quần áo của Clark, thường bao gồm một bộ quần áo công sở màu nhạt, cà vạt đỏ, kính mắt viền đen, tóc chải về sau và đôi khi là một chiếc nón fedora. Clark mặc trang phục Superman dưới quần áo đường phố của mình, cho phép dễ dàng thay đổi giữa hai nhân dạng và cử chỉ ấn tượng của anh là xé áo sơ mi của mình để tiết lộ biểu tượng "S" quen thuộc khi phải hành động. Tóc của anh cũng thay đổi cùng với sự thay đổi trang phục, với Superman thường có một nút xoăn nhỏ hoặc spit curl trên trán. Superman thường giữ quần áo Clark Kent nén lại trong một túi bí mật trong áo choàng của mình, tuy nhiên một số câu chuyện đã cho thấy anh để quần áo ở một nơi bí mật nào đó (như kho của Daily Planet) để sau này lấy lại.
Là nhân dạng thay thế của Superman, cá nhân, khái niệm và tên Clark Kent đã trở thành từ đồng nghĩa với nhân dạng bí mật và mặt trước vô hại cho những mục đích và hoạt động bí mật khác. Năm 1992, Joe Shuster, người đồng sáng tạo ra Superman, cho biết trong một cuộc phỏng vấn với Toronto Star rằng tên Clark xuất phát từ hai diễn viên nam tiên phong của thập kỷ 1930 là Clark Gable và Kent Taylor, nhưng cá nhân từ diễn viên hài không lời Harold Lloyd và chính anh. Tên đệm của Clark được đặt khác nhau là Joseph, Jerome hoặc Jonathan, đều là sự nhắc tới những người sáng tạo Jerry Siegel và Joe Shuster.

### Tính cách
Trong những câu chuyện ban đầu của Siegel và Shuster, tính cách của Superman là lỗ mãng và quyết liệt. Anh thường sử dụng bạo lực và kinh terror đối với tội phạm, trong một số trường hợp thậm chí giết chết chúng. Điều này kết thúc vào cuối năm 1940 khi biên tập viên mới Whitney Ellsworth thiết lập một quy tắc ứng xử cho các nhân vật của mình, cấm Superman giết người bao giờ. Nhân vật đã được làm mềm và trở thành một anh hùng có lòng nhân đạo. Tuy nhiên, quy tắc của Ellsworth không được nhầm lẫn với "Comics Code", được tạo ra năm 1954 bởi Comics Code Authority và cuối cùng đã bị tất cả các nhà xuất bản truyện tranh lớn bỏ bởi đầu thế kỷ 21.
Trong những lần xuất hiện đầu tiên của mình, Superman được chính quyền coi là một dân vigilante, bị Quân đội Bảo vệ Quốc gia bắn khi anh phá hủy một khu nhà tệ hơn để chính phủ tạo ra điều kiện nhà ở tốt hơn cho người nghèo. Tuy nhiên, vào năm 1942, Superman đã làm việc cùng cảnh sát. Hiện nay, Superman thường được coi là một anh hùng dũng cảm và tốt bụng với lòng công bằng, đạo đức và công lí mạnh mẽ. Anh tuân thủ một quy tắc đạo đức không lay chuyển anh bởi cha mẹ nuôi đã khắc sâu vào anh. Sự cam kết của anh với việc tuân thủ pháp luật đã trở thành một mẫu gương cho nhiều công dân và anh hùng khác, nhưng cũng đã gây ra sự căm phẫn và chỉ trích từ một số người, gọi anh là "đứa trẻ màu xanh lớn". Superman có thể khá cứng nhắc trong đặc điểm này, gây căng thẳng trong cộng đồng siêu anh hùng. Điều này đặc biệt rõ rệt với Wonder Woman, một trong những người bạn thân của anh, sau khi cô giết chết Maxwell Lord. Booster Gold ban đầu có một mối quan hệ lạnh lùng với Người dặm Đen nhưng sau đó đã tôn trọng anh.
Sau khi mất hành tinh quê hương Krypton, Superman rất bảo vệ Trái Đất, và đặc biệt là gia đình và bạn bè của Clark Kent. Sự mất mát này, kết hợp với áp lực sử dụng siêu năng lực một cách có trách nhiệm, đã khiến Superman cảm thấy cô đơn trên Trái Đất, mặc dù anh có bạn bè và cha mẹ. Các cuộc gặp gỡ trước đây với những người mà anh nghĩ là đồng bào Krypton, Power Girl và Mon-El, đã gây thất vọng. Sự xuất hiện của Supergirl, người được xác nhận là người anh em họ của anh từ Krypton, đã giảm bớt sự cô đơn này một chút. Pháo đài của Superman, Fortress of Solitude, đóng vai trò là nơi solace cho anh trong những lúc cô đơn và tuyệt vọng.

### Sức mạnh, khả năng và điểm yếu
Danh sách các khả năng và sức mạnh của Superman đã thay đổi đáng kể qua nhiều tác phẩm văn học về Superman được phát hành từ năm 1938.
Kể từ Action Comics #1 (1938), Superman có sức mạnh siêu nhân. Trên bìa của Action Comics #1, anh dễ dàng nâng một chiếc ôtô trên đầu. Một năng lực sức mạnh kinh điển khác của Superman là phá vỡ chuỗi thép. Trong một số câu chuyện, anh đủ mạnh để thay đổi quỹ đạo của các hành tinh và nghiền nát than thành kim cương bằng tay.
Kể từ Action Comics #1 (1938), Superman có một cơ thể rất bền, kháng thể với hầu hết các mục đích thực tế. Ít nhất là, đạn không gây tổn thương đến cơ thể anh. Trong một số câu chuyện, như trong Kingdom Come, thậm chí cả một quả bom hạt nhân cũng không thể làm hại anh.
Trong những câu chuyện đầu tiên, trang phục của Superman được làm bằng vật liệu kỳ lạ cứng cáp như anh, đó là lý do tại sao thường không rách khi anh thực hiện những kỳ công siêu nhân. Trong các câu chuyện sau, bắt đầu từ Man of Steel #1 (1986), cơ thể của Superman được cho là phát ra một tia sáng bảo vệ bất kỳ quần áo ôm sát nào anh mặc, và do đó, bộ đồ của anh cũng bền bỉ như anh dù là làm từ vải thông thường.
Trong Action Comics #1, Superman không thể bay. Anh di chuyển bằng cách chạy và nhảy, điều mà anh có thể làm một cách xuất sắc nhờ vào sức mạnh của mình. Superman có khả năng bay nhanh hơn âm thanh và trong một số câu chuyện, anh có thể bay nhanh hơn tốc độ ánh sáng để đi đến các thiên hà xa xôi.
Superman có thể chiếu và nhận biết tia X thông qua đôi mắt, cho phép anh nhìn xuyên qua các vật thể. Anh lần đầu tiên sử dụng khả năng này trong Action Comics #11 (1939). Một số vật liệu như chì có thể chặn tia nhìn X của anh.
Superman có thể phát ra tia nhiệt từ mắt mình, đủ nóng để làm chảy thép. Anh lần đầu tiên sử dụng khả năng này trong Superman #59 (1949) bằng cách áp dụng tia X với độ cường độ cao nhất. Trong các câu chuyện sau này, khả năng này được gọi đơn giản là "tia nhiệt".
Superman có thể nghe thấy âm thanh mà con người không thể nghe thấy và ở các tần số nằm ngoài phạm vi nghe được của con người. Khả năng này được giới thiệu trong Action Comics #11 (1939).
Kể từ Action Comics #20 (1940), Superman có hơi thở siêu nhân, cho phép anh hít vào hoặc thổi ra lượng không khí lớn, và anh có thể không cần phải thở để sống dưới nước hoặc trong không gian mà không gặp tác động tiêu cực. Anh có thể tập trung hơi thở của mình để tạo ra lực động cực đại đến mức làm đông đứng mục tiêu. "Hơi lạnh" lần đầu tiên được thể hiện trong Superman #129 (1959).
Action Comics #1 (1938) giải thích rằng sức mạnh của Superman là chung cho tất cả những người Krypton vì họ là một loài "tiên tiến hàng triệu năm so với loài chúng ta". Trong các vở kịch báo đầu tiên, Jor-El được miêu tả chạy và nhảy như Superman và vợ của ông sống sót sau khi tòa nhà sập. Các câu chuyện sau đó giải thích rằng họ phát triển sức mạnh siêu nhân chỉ vì trọng lực cao hơn của Krypton. Superman #146 (1961) đã xác định rằng các khả năng của Superman ngoài sức mạnh (bay, độ bền, v.v.) được kích hoạt bởi ánh sáng của Mặt Trời màu vàng trên Trái đất. Trong Action Comics #300 (1963), tất cả các khả năng của anh bao gồm sức mạnh đều được kích hoạt bởi ánh sáng mặt trời màu vàng và có thể bị vô hiệu hóa bởi ánh sáng mặt trời màu đỏ tương tự như ánh sáng mặt trời của Krypton.
Tiếp xúc với tia xạ kryptonite màu xanh lam vô hiệu hóa các khả năng của Superman và làm cho anh bất lực với cơn đau và buồn nôn; tiếp xúc kéo dài sẽ cuối cùng khiến anh chết. Mặc dù kryptonite màu xanh lam là dạng thường thấy nhất, nhưng những người viết truyện đã giới thiệu các dạng khác nhau trong suốt những năm qua: ví dụ như kryptonite màu đỏ, vàng, xanh dương, trắng và đen, mỗi loại có hiệu ứng riêng. Ví dụ, kryptonite màu vàng vô hiệu hóa các khả năng của Superman nhưng không gây hại cho anh. Kryptonite lần đầu xuất hiện trong một tập phim năm 1943 của chương trình phát thanh về Superman. Nó lần đầu xuất hiện trong truyện tranh trong Superman #61 (Tháng Mười Hai 1949).
Superman cũng dễ bị tác động bởi ma thuật. Vũ khí được phù phép và những lời nguyền ma thuật tác động vào Superman cũng dễ dàng như đối với một con người bình thường. Điều này đã được xác định trong Superman #171 (1964).
Giống như tất cả những người Krypton, Kal-El cũng dễ bị ảnh hưởng bởi hiện tượng tâm linh như năng kiểm soát vật chất từ xa, phát tán ảo ảnh, kiểm soát tâm trí, v.v., như được thể hiện trong Wonder Woman Vol 2 #219 (Tháng Chín 2005). Một nhà tâm linh mạnh đủ có thể ảnh hưởng đến tâm lý hoặc vi sinh học của Superman để gây đột quỵ hoặc tổn thương các cơ quan nội tạng của anh, cũng như làm gián đoạn tâm trí và nhận thức về thế giới của anh, điều mà một meta Gene-Bomb trẻ tuổi tăng cường quyền lực đã thể hiện trong Superman #48 (Tháng Mười 1990).

### Nhân vật phụ
Nhân vật phụ đầu tiên và nổi tiếng nhất của Superman là Lois Lane, được giới thiệu trong Action Comics #1. Cô là một nhà báo đồng nghiệp của anh tại Daily Planet. Theo ý tưởng của Jerry Siegel, Lois xem Clark Kent là một người nhút nhát, nhưng cô thích Superman mạnh mẽ và dũng cảm, không hề biết rằng Clark và Superman là một người. Jerry Siegel phản đối mọi đề xuất về việc Lois phát hiện ra Clark là Superman vì ông cho rằng, dù ngụ ý của Clark với Superman là không thể, mối tình tam giác là quá quan trọng đối với sự hấp dẫn của cuốn sách. Tuy nhiên, Siegel đã viết những câu chuyện trong đó Lois nghi ngờ Clark là Superman và cố gắng chứng minh điều đó, với Superman luôn lừa dối cô vào cuối cùng; câu chuyện đầu tiên như vậy xuất hiện trong Superman #17 (Tháng Bảy - Tháng Tám 1942). Đây là một cốt truyện phổ biến trong truyện tranh trước những năm 1970. Trong một câu chuyện trong Action Comics #484 (Tháng Sáu 1978), Clark Kent thừa nhận với Lois rằng anh là Superman và họ cưới nhau. Đây là câu chuyện đầu tiên trong đó Superman và Lois kết hôn mà không phải là một "truyện tưởng tượng". Nhiều câu chuyện Superman kể từ đó đã miêu tả Superman và Lois là một cặp vợ chồng đã kết hôn, nhưng cũng có nhiều câu chuyện miêu tả họ trong mối quan hệ tình ái tam giác cổ điển. Trong các truyện tranh hiện đại, Superman và Lois là một cặp vợ chồng ổn định, và dàn diễn viên phụ của Superman đã được mở rộng thêm với việc giới thiệu con trai của họ, Jonathan Kent.
Các nhân vật phụ khác bao gồm Jimmy Olsen, một nhiếp ảnh gia tại Daily Planet, người bạn của cả Superman và Clark Kent, mặc dù trong hầu hết câu chuyện, anh không biết Clark là Superman. Jimmy thường được miêu tả là "bạn thân của Superman" và được tạo ra để mang lại một nhân vật có thể tưởng tượng cho độc giả nam trẻ mà qua đó họ có thể tưởng tượng mình là bạn của Superman.
Trong những câu chuyện truyện tranh đầu tiên, người sử dụng Clark Kent là George Taylor của The Daily Star, nhưng tập phim thứ hai của chương trình phát thanh đã thay đổi thành Perry White của Daily Planet.
Cha mẹ nuôi của Clark Kent là Ma và Pa Kent. Trong nhiều câu chuyện, một hoặc cả hai người đã qua đời khi Clark trở thành Superman. Ba mẹ của Clark đã dạy anh rằng anh nên sử dụng khả năng của mình vì mục đích nhân đạo, nhưng cũng nên tìm cách bảo vệ cuộc sống riêng tư của mình.

### Kẻ thù
Những kẻ thù mà Superman đối mặt trong những câu chuyện đầu tiên ban đầu là con người bình thường, như băng đảng, chính trị gia tham nhũng và những người chồng bạo hành; nhưng sau đó chúng trở nên phong cách và kỳ quặc hơn để tránh làm xúc phạm các cơ quan kiểm duyệt hoặc khiến trẻ em sợ hãi. Nhà khoa học điên Ultra-Humanite, xuất hiện lần đầu trong Action Comics #13 (tháng 6 năm 1939), là kẻ thù tái xuất hiện đầu tiên của Superman. Kẻ thù nổi tiếng nhất của Superman, Lex Luthor, xuất hiện trong Action Comics #23 (tháng 4 năm 1940) và được miêu tả là một nhà khoa học điên hoặc một doanh nhân giàu có (thỉnh thoảng cả hai). Năm 1944, con quỷ ma thuật Mister Mxyzptlk, kẻ thù siêu năng lực tái xuất hiện đầu tiên của Superman, được giới thiệu. Kẻ thù ngoài hành tinh đầu tiên của Superman, Brainiac, xuất hiện trong Action Comics #242 (tháng 7 năm 1958). Quái vật Doomsday, được giới thiệu trong Superman: The Man of Steel #17–18 (tháng 11-12 năm 1992), là kẻ thù đầu tiên được cho là đã giết Superman trong cuộc chiến vật lý mà không lợi dụng các điểm yếu quan trọng của Superman như đá kryptonite và ma thuật.

### Các phiên bản khác nhau
Chi tiết về câu chuyện nguồn gốc của Superman và nhân vật phụ thay đổi qua các tác phẩm viễn tưởng phong phú được phát hành từ năm 1938, nhưng hầu hết các phiên bản tuân theo mẫu cơ bản đã được mô tả ở trên. Một số câu chuyện có phiên bản thay đổi đáng kể của Superman. Một ví dụ là tiểu thuyết đồ họa Superman: Red Son, miêu tả một Superman cộng sản cai trị Liên Xô. DC Comics đã đôi khi xuất bản các câu chuyện giao đấu nơi các phiên bản khác nhau của Superman tương tác với nhau bằng cách sử dụng thiết bị cốt truyện của các vũ trụ song song. Ví dụ, vào những năm 1960, Superman của "Trái đất Một" đôi khi xuất hiện trong các câu chuyện cùng với Superman của "Trái đất Hai", người cuối cùng có hình dạng giống như Superman được mô tả trong thập kỷ 1940. DC Comics chưa phát triển một hệ thống nhất quán và toàn cầu để phân loại tất cả các phiên bản của Superman.

## Tác động văn hóa và di sản

### Khuôn mẫu siêu anh hùng
Superman thường được coi là siêu anh hùng đầu tiên. Điều này có thể bị tranh luận: Ogon Bat, the Phantom, Zorro, và Mandrake the Magician có thể được coi là định nghĩa siêu anh hùng trước Superman. Tuy nhiên, Superman đã phổ biến loại nhân vật này và thiết lập các quy ước: trang phục, biệt danh, khả năng phi thường và nhiệm vụ nhân ái. Sự thành công của Superman vào năm 1938 đã tạo nên một làn sóng các bản sao, bao gồm Batman, Captain America, và Captain Marvel. Sự phát triển này hiện được gọi là "Thời đại vàng của Comic Book" tại Mỹ, kéo dài từ năm 1938 đến khoảng năm 1950. Thời đại vàng kết thúc khi doanh số bán sách siêu anh hùng Mỹ giảm, dẫn đến việc hủy bỏ nhiều nhân vật; nhưng Superman là một trong số ít những thương hiệu siêu anh hùng sống sót qua sự suy giảm này, và sự phổ biến kéo dài của anh vào cuối những năm 1950 đã dẫn đến sự phục hồi trong "Thời đại Bạc của Comic Book", khi các nhân vật như Spider-Man, Iron Man, và The X-Men được tạo ra.
Sau Chiến tranh thế giới thứ hai, văn học siêu anh hùng Mỹ đã tràn vào văn hóa Nhật Bản. Astro Boy, xuất bản lần đầu vào năm 1952, được lấy cảm hứng từ Mighty Mouse, người lại là một bản nhại của Superman. Những đoạn phim hoạt hình Superman từ những năm 1940 được phát sóng trên truyền hình Nhật Bản vào năm 1955, và sau đó vào năm 1956 là chương trình truyền hình Adventures of Superman với sự tham gia của George Reeves. Những chương trình này rất phổ biến ở Nhật Bản và truyền cảm hứng cho thể loại siêu anh hùng phong phú của nước này. Bộ phim siêu anh hùng Nhật Bản đầu tiên, Super Giant, ra mắt vào năm 1957. Chương trình truyền hình siêu anh hùng Nhật Bản đầu tiên là Moonlight Mask vào năm 1958. Những siêu anh hùng Nhật Bản đáng chú ý khác bao gồm Ultraman, Kamen Rider, và Sailor Moon.

### Nghệ thuật tinh xảo
Bắt đầu từ giai đoạn Pop Art và tiếp tục từ những năm 1960, nhân vật Superman đã được "lấy cắp" bởi nhiều nghệ sĩ hình ảnh và được tích hợp vào các tác phẩm nghệ thuật đương đại, đặc biệt là bởi Andy Warhol, Roy Lichtenstein, Mel Ramos, Dulce Pinzon, Mr. Brainwash, Raymond Pettibon, Peter Saul, Giuseppe Veneziano, F. Lennox Campello, và những người khác.

## Phân tích văn học
Superman đã được giải thích và thảo luận dưới nhiều hình thức kể từ khi ra mắt, với Umberto Eco nhấn mạnh rằng "anh ta có thể được xem như người đại diện cho tất cả những người tương tự". Trong bài viết trên Time năm 1971, Gerald Clarke nói: "Sự phổ biến vô cùng của Superman có thể được coi là tín hiệu cho thời điểm kết thúc của thần thoại Horatio Alger về người tự thân." Clarke xem nhân vật truyện tranh như phải liên tục cập nhật để duy trì tính thời thượng và do đó đại diện cho tâm trạng của quốc gia. Ông coi nhân vật Superman vào đầu những năm 1970 như một ý kiến về thế giới hiện đại, ông nhìn thấy nó như một nơi chỉ "người đàn ông có siêu năng lực mới có thể sống sót và phát đạt." Andrew Arnold, viết vào đầu thế kỷ 21, đã nhận thấy vai trò một phần của Superman trong việc khám phá quá trình hòa nhập, tình trạng ngoại lai của nhân vật cho phép người đọc khám phá những nỗ lực để hòa nhập một cách hơi hư cấu.
A.C. Grayling, viết trên The Spectator, theo dõi những quan điểm của Superman qua các thập kỷ, từ chiến dịch chống tội phạm của anh ta vào những năm 1930 phù hợp với một quốc gia bị ảnh hưởng bởi Al Capone, qua những năm 1940 và Thế chiến II, một thời kỳ mà Superman giúp bán các văn phiếu chiến tranh, và vào những năm 1950, khi Superman khám phá các mối đe dọa công nghệ mới. Grayling lưu ý giai đoạn sau Chiến tranh Lạnh là một giai đoạn khi "mọi thứ trở nên chỉ là cá nhân: nhiệm vụ của anh ta đấu với sức mạnh của Lex Luthor và Brainiac có vẻ độc lập với các câu hỏi lớn hơn", và thảo luận về các sự kiện sau 9/11, nêu rõ rằng như một quốc gia "bị mắc kẹt giữa George W. Bush đáng sợ và kẻ khủng bố Osama bin Laden, Mỹ cần một Người Cứu Thế cho mọi thứ, từ những khó khăn nhỏ cho đến những bi kịch lớn của thảm họa thế giới. Và đây anh đây, chàng trai trong đồng phục xanh và áo choàng đỏ".
Một ảnh hưởng đối với những câu chuyện Superman ban đầu là bối cảnh của Đại suy thoái. Superman đảm nhận vai trò nhà hoạt động xã hội, chiến đấu chống lại các doanh nhân và chính trị gia gian manh và phá hủy các căn nhà tồi tàn. Học giả truyện tranh Roger Sabin nhìn thấy đây là sự phản ánh của "tự do tưởng tượng của lý tưởng Franklin Roosevelt về New Deal", với Shuster và Siegel ban đầu mô tả Superman như một nhà bảo vệ cho nhiều nguyên tắc xã hội. Trong những chương trình radio Superman sau đó, nhân vật tiếp tục giải quyết những vấn đề như vậy, đối mặt với phiên bản của Ku Klux Klan trong một cuộc phát thanh năm 1946, cũng như chống lại chủ nghĩa phân biệt chủng tộc và phân biệt đối xử với cựu chiến binh.
Scott Bukatman đã thảo luận về Superman và siêu anh hùng nói chung, lưu ý cách mà họ nhân cách hóa các khu đô thị lớn thông qua việc sử dụng không gian, đặc biệt là khả năng của Superman bay trên các tòa nhà chọc trời của Metropolis. Ông viết rằng nhân vật "đại diện, vào năm 1938, cho một lý tưởng Corbusier. Superman có thể nhìn xuyên thấu: các bức tường trở nên thoáng qua, trong suốt. Qua quyền lực lễ độ, kiểm soát của mình, Superman làm cho thành phố trở nên mở cửa, hiện đại và dân chủ; ông tiến xa hơn điều mà Le Corbusier miêu tả vào năm 1925, tức là 'Mọi thứ đều được biết đến với chúng ta'."

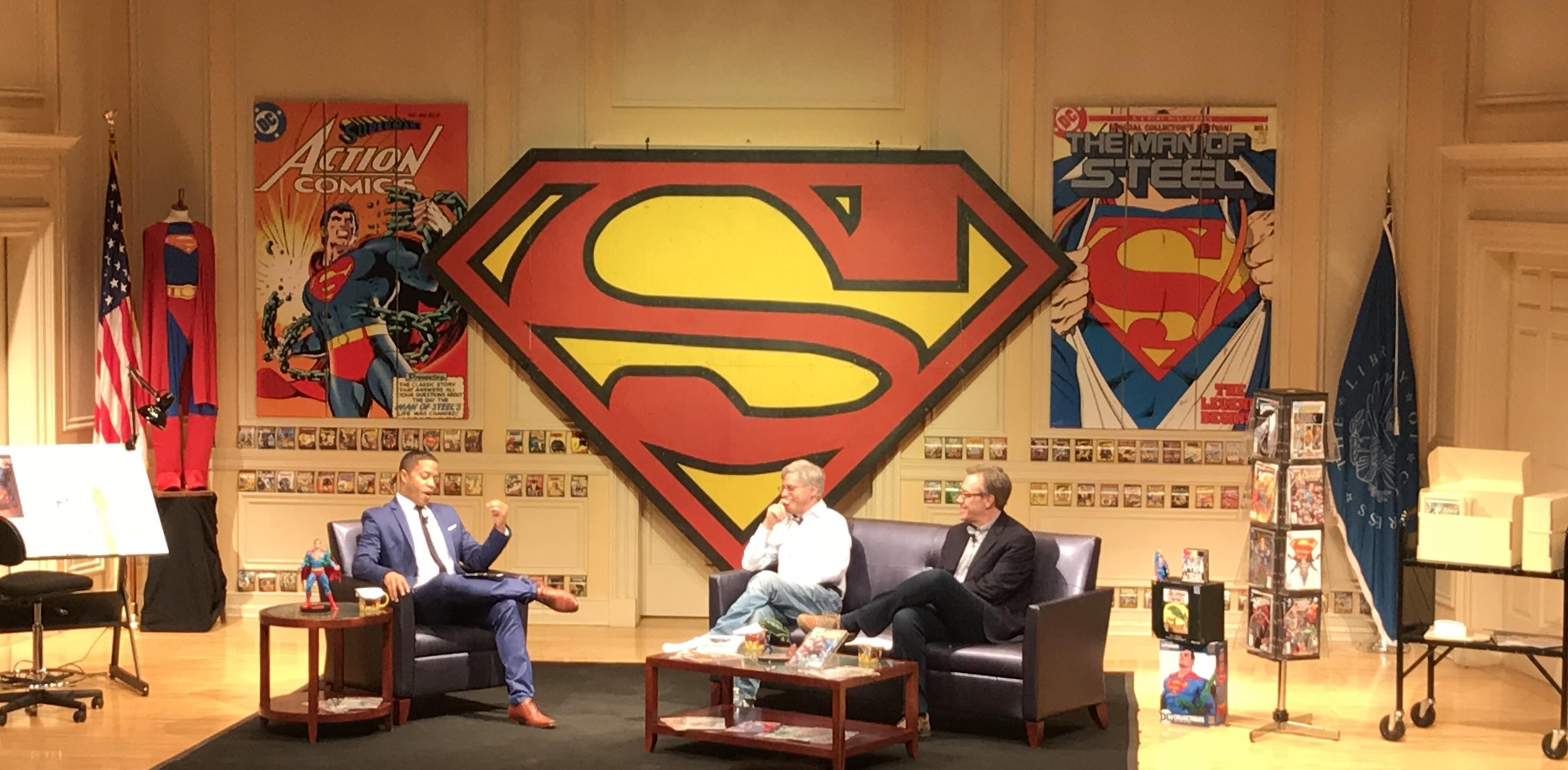
The Library of Congress hosting a discussion with Dan Jurgens and Paul Levitz for Superman's 80th anniversary and the 1,000th issue of Action Comics

Jules Feiffer đã lập luận rằng đổi mới thực sự của Superman nằm ở việc tạo ra nhân vật Clark Kent, lưu ý rằng điều "làm cho Superman đặc biệt là nguồn gốc của anh ta: Clark Kent." Feiffer phát triển chủ đề để thiết lập sự phổ biến của Superman trong việc hiện thực hóa mong muốn đơn giản, điểm Siegel và Shuster tự hỗ trợ, Siegel nhận xét rằng "Nếu bạn quan tâm đến những gì làm nên Superman, đây là một trong những yếu tố quan trọng trong việc làm cho nó được chấp nhận trên toàn thế giới. Joe và tôi có những ức chế nhất định ... điều này dẫn đến việc đáp ứng mong muốn thông qua sự quan tâm của chúng tôi đối với khoa học viễn tưởng và dải tranh của chúng tôi. Đó là nơi mà ý tưởng về đôi ngũy đặc danh xuất phát" và Shuster ủng hộ rằng đó là "lý do tại sao nhiều người có thể liên kết với nó".
Ian Gordon cho rằng những hình thức hóa của Superman qua các phương tiện truyền thông khác nhau sử dụng hồi ức để liên kết nhân vật với một tư tưởng về American Way. Ông định nghĩa tư tưởng này như một cách để kết nối cá nhân tự do, tiêu dùng và dân chủ và như một thứ đã hình thành xung quanh Thế chiến II và là nền tảng của nỗ lực chiến tranh. Superman, ông lưu ý, rất phù hợp với nỗ lực đó.

### Một ẩn dụ về những người nhập cư
Tình trạng nhập cư của Superman là một khía cạnh quan trọng trong sức hấp dẫn của anh. Aldo Regalado cho rằng nhân vật này đã thách thức quan niệm rằng nguồn gốc Người Mỹ gốc Anh là nguồn gốc của sức mạnh. Gary Engle nhìn thấy "thần thoại của Superman [khẳng định] với sự tự tin tuyệt đối và sự trong sáng của trẻ em giá trị của người nhập cư trong văn hóa Mỹ." Ông lập luận rằng Superman cho phép thể loại siêu anh hùng thay thế vị trí của thể loại Western như sự biểu đạt của nhạy cảm của người nhập cư. Qua việc sử dụng lối sống kép, Superman cho phép người nhập cư đồng thời định danh với cả hai văn hóa của họ. Clark Kent đại diện cho cá nhân đã hòa nhập, cho phép Superman thể hiện di sản văn hóa của người nhập cư vì lợi ích chung. David Jenemann đã đưa ra một quan điểm tương phản. Ông lập luận rằng các câu chuyện đầu tiên của Superman mô tả một mối đe dọa: "khả năng rằng người lưu vong sẽ áp đảo đất nước". David Rooney, một nhà phê bình văn hóa cho The New York Times, trong đánh giá của ông về vở kịch Year Zero, coi Superman là "câu chuyện về người nhập cư cổ điển... [sinh ra trên hành tinh khác, anh ta trở nên mạnh mẽ hơn trên Trái Đất, nhưng vẫn giữ một danh tính bí mật liên quan đến quê hương mà vẫn giữ một sức mạnh mạnh mẽ đối với anh mặc dù mọi liên hệ của anh với nguồn gốc đó gây ra hại cho anh".

### Chủ đề tôn giáo
Một số người tin rằng Superman đã lấy cảm hứng từ thần thoại Do thái. Rabbi người Anh Simcha Weinstein nhận xét rằng câu chuyện của Superman có một số điểm tương đồng với câu chuyện của Moses. Ví dụ, Moses khi còn bé đã được bố mẹ gửi đi trong một chiếc rổ tre để trốn khỏi cái chết và được nuôi dưỡng bởi một nền văn hóa ngoại quốc. Weinstein cũng cho rằng tên Kryptonian của Superman, "Kal-El", giống với từ tiếng Hebrew קוֹל-אֵל (qōl ʾēl) có thể hiểu là "âm thanh của Chúa". Nhà sử học Larry Tye cho rằng "Âm thanh của Chúa" này ám chỉ vai trò của Moses như một tiên tri. Hậu tố "el", có nghĩa là "Chúa", cũng xuất hiện trong tên của các thiên thần (ví dụ như Gabriel, Ariel), người có hình dạng con người bay lượn và có siêu năng lực. Các nhà quốc xã cũng cho rằng Superman là một người Do thái và vào năm 1940, Joseph Goebbels đã công khai lên án Superman và người sáng tạo Jerry Siegel.
Tuy nhiên, các nhà sử học như Martin Lund và Les Daniels cho rằng bằng chứng về ảnh hưởng Do thái trong các câu chuyện của Siegel chỉ là tình cờ. Jerry Siegel và Joe Shuster không theo đạo Do thái và không bao giờ công nhận ảnh hưởng của Đạo Giáo trong bất kỳ cuộc trò chuyện hay cuốn tự truyện nào.
Câu chuyện về Superman đôi khi cũng thể hiện những chủ đề Kitô giáo. Nhà biên kịch Tom Mankiewicz đã cố ý biến Superman thành một biểu tượng cho Jesus Christ trong bộ phim năm 1978 với sự tham gia của Christopher Reeve: chiếc tàu của bé Kal-El giống với "Ngôi sao của Bethlehem", và Jor-El giao phó cho con trai một sứ mạng cứu rỗi nhân loại và dẫn dắt nhân loại vào một tương lai tươi sáng hơn. Chủ đề cứu rỗi này được khai thác lại trong bộ phim Man of Steel năm 2013, trong đó Jor-El yêu cầu Superman cứu rỗi dân tộc Kryptonian, người đã thâu tóm bản thân bằng phương pháp di truyền học, bằng cách hướng dẫn nhân loại trên con đường khôn ngoan hơn.